# Terumo
Terumo Corporation (テルモ株式会社, Terumo Kabushiki-Kaisha) fue fundada en 1921 bajo el nombre de Red Line Thermometer Corporation por un grupo de científicos médicos liderados por el Dr. Kitasato Shibasaburō, con el propósito de fabricar termómetros médicos en Japón.
El primer producto de la empresa fue "Jintan Taionkei", el primer termómetro de fabricación japonesa disponible para la venta, y desde entonces se ha expandido hasta convertirse en fabricante de dispositivos médicos, produciendo productos médicos desechables, sistemas cardiovasculares y productos para el cuidado de la diabetes .  
En 1971, Terumo abrió su primera oficina en el extranjero, en Estados Unidos. Desde entonces, la empresa ha establecido filiales en Europa (1971), Sudamérica, China, India, Filipinas, Vietnam, Tailandia y Australia . Posteriormente, la empresa amplió su gama de productos para incluir stents coronarios y catéteres, y adquirió, entre otras, las empresas especializadas cardiovasculares Vascutek y Microvention en 2002 y 2006 respectivamente.

## Segmentos de negocio y productos

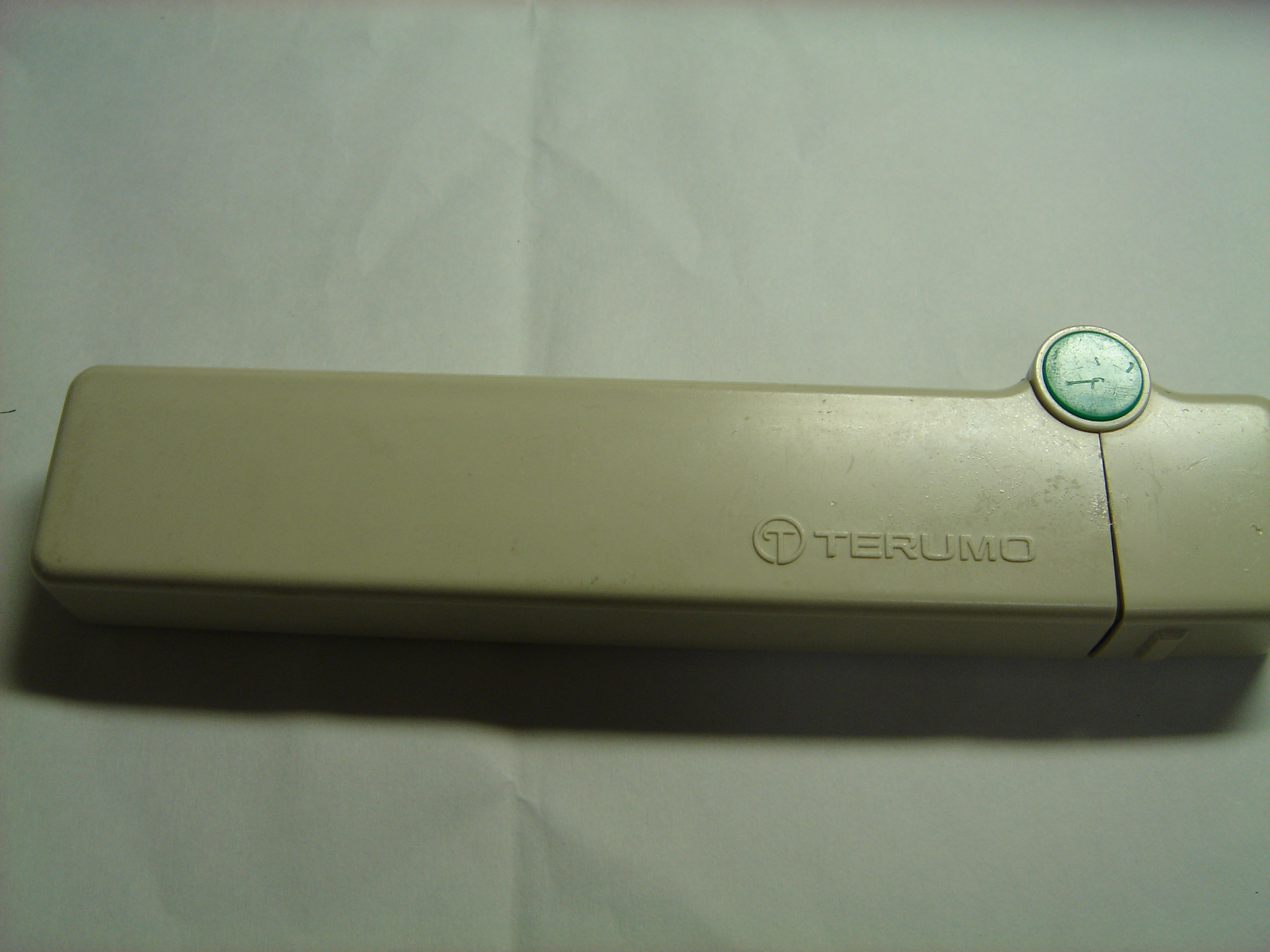
Un termómetro Terumo

En 2014, Terumo Corporation fue organizada en tres segmentos comerciales principales:
- Negocio cardíaco y vascular
  - Sistemas de ultrasonido intravascular
  - Catéteres para el tratamiento de la enfermedad arterial coronaria
  - stents liberadores de fármacos
  - Catéteres angiográficos
  - Bobinas endovasculares abdominales y periféricas
  - Máquinas de corazón-pulmón
  - Oxigenadores con filtro arterial integrado
  - Injertos vasculares artificiales
- Negocio de gestión de sangre
  - Sistema automatizado de recolección de sangre
  - Dispositivos automatizados para el procesamiento de componentes sanguíneos
  - Sistemas de bolsas de sangre con filtro de reducción de leucocitos
  - Sistemas de tecnología de reducción de patógenos
  - Sistemas de aféresis terapéutica
  - Sistemas de expansión celular
- Negocios del Hospital General
  - catéteres intravenosos
  - Equipos de infusión
  - Bombas de jeringa
  - Sistemas de monitorización de glucosa en sangre
  - Dispositivos de punción para la extracción de sangre
  - Sistemas CAPD
  - termómetros digitales
  - Monitores de presión arterial

Terumo Penpol, la subsidiaria de la compañía en Trivandrum, India, es el mayor fabricante de bolsas de sangre en la India y las suministra a más de 82 países. 
Una instalación de dispositivos médicos llamada Terumo BCT está ubicada en el suburbio de Lakewood, Colorado, en Denver, y a 2018 , está abierto y en funcionamiento desde hace más de 20 años.  Una investigación de 2018 sobre la liberación de óxido de etileno (un agente esterilizante para dispositivos de diagnóstico y tratamiento de sangre) a la atmósfera no mostró un mayor riesgo de cáncer para los residentes del vecindario, y la EPA continuará permitiendo hasta 4,500 kilogramos (10.000 lb) de óxido de etileno que se liberarán anualmente. Sin embargo, Terumo dijo que solo liberaron 1,100 kilogramos (2.500 lb) por año y estamos trabajando para reducir esa cantidad. 

## Adquisiciones
En julio de 1999, Terumo adquirió la división cardiovascular de 3M Company y estableció Terumo Cardiovascular Systems Corp. en los EE. UU. 
En 2001, la empresa realizó dos adquisiciones más: adquirió la división de oxígeno doméstico de Sumitomo Bakelite Co., Ltd. y fundó Terumo Medical Care KK e Ikiken Co., Ltd. de Japón. 
Cuatro años más tarde, en 2006, la empresa se aventuró en un nuevo campo (bobinas endovasculares para el tratamiento de aneurismas cerebrales) comprando la empresa estadounidense MicroVention Inc. 
La división de válvulas cardíacas de tejido de Kohler Chemine GmbH fue adquirida en marzo de 2007 y amplió las operaciones de Terumo relacionadas con las prótesis vasculares. 
Un año más tarde, la empresa japonesa Clinical Supply Co., Ltd. se convirtió en una subsidiaria de Terumo y mejoró el negocio de sistemas intervencionistas de Terumo en el campo de la radioterapia. 
En marzo de 2011, la empresa compró la empresa estadounidense de dispositivos médicos CaridianBCT por alrededor de 2.600 millones de dólares. Fue la mayor adquisición realizada por un fabricante japonés de equipos médicos en ese momento. 
Ese mismo año se adquirió Harvest Technologies Corporation (terapia celular en el punto de atención) y Onset Medical Corp. (tecnología de vaina diseñada para múltiples aplicaciones clínicas mínimamente invasivas). 
En 2018, tras la adquisición de Bolton Medical, una fusión con Vascutek Ltd. dio lugar a la nueva empresa Terumo Aortic, centrada en “ampliar las opciones de tratamiento aórtico”. 